# Atlantico
Atlantico és un periòdic digital francès, únicament disponible a través d'Internet i gratuït. Fou creat el 28 de febrer del 2011 gràcies a una gran base publicitària. Es declara “políticament independent i rigorós”. Cerca el públic de massa i té com a objectiu ser un “facilitador d'accés a la informació”, una “plataforma d'encarrilament cap a una informació fiable i adaptada als nous modes de consum d'informació a internet” en paraules de Jean-Sébastien Ferjou, un dels fundadors del web i director de la publicació. La pàgina es construeix sobre el model del Daily Beast o Business Insider. El seu nom és en realitat un mot creuat format a partir dels periòdics The Atlantic i Político. La informació es distribueix en francès, diàriament i s'edita a París.

## Dossier Buisson
Tot i tenir poc temps de vida, el periòdic ja ha aconseguit fer-se ressò a tota França arran del dossier Buisson. El nom del dossier vindria del conseller del president francès Nicolas Sarkozy quan fou elegit per la legislatura del 2007-2012, Patrick Buisson. El web aconseguí enregistraments il·legals que efectuà Patrick Buisson a través dels quals es podia sentir com el partit del president preveia el despatx de ministres. Aquestes escoltes s'enregistraven d'amagat en les diferents reunions que el president mantenia a l'Elisi, sense que aquest mateix ho sabés. També s'hi destaquen converses personals referents a la dona del mateix president. El partit socialista francès, segons en va fer ressò la premsa, també fou tocat per aquestes escoltes. En haver tret a llum tot aquest seguit de gravacions, el periòdic aconseguí ràpidament publicitat, si més no, gratuïta ja que fou portada a tots els periòdics no digitals francesos. L'afer es troba en l'actualitat en justícia.